# Dél-Kálvária part (Rózsa-domb)
A Dél-Kálváriapart Gyöngyös egyik lakótelepe, a városközponttól 2 km-re.

## Elhelyezkedése, Fejlettsége
A lakótelep a város egyik dombján helyezkedik el a központtól 2 km-re. Ez a város egyik legnagyobb lakótelepe a 80-as után. A kálváriaparton Óvoda, Általános Iskola és Szakközépiskola is működik. A panelházak mellett találhatók itt családi házak is, és hobbikertek a panelházakban élők számára. A Dombon van pékség, pizzéria, több ABC, és még egy tanuszoda is az iskolában.
A lakótelep a következő utcákból áll:
- Warga László utca
- Farkas Tamás utca
- Aranysas utca
- Kócsag utca
- Fecske utca
- Dr. Harrer Ferenc utca
- Csalogány utca (A domb aljában található)
- Kemény János utca

## Nevezetességei
- A Dombon található egy emlékmű, amit az egykori városi építésznek Warga Lászlónak állítottak a kitűnő és precíz városrendezésért, az utcát ahol az emlékmű áll, róla nevezték el.
- A Kálvária part bal oldalán az úgynevezett Csathó-kerthez közel található egy hideg vizes forrás, ahol régen városi gyógyfürdő is üzemelt, ami később bezárt és elbontásra került, de a forrás megmaradt.

## Közlekedése
Gyöngyös közlekedését a Mátra Volán Zrt. látja el.A városban közlekedő 6 helyi autóbuszjáratból a Dombon közeledő autóbuszok az 1-es, 1/A és a 10-es.

## A jövő
A Dél-kálváriapart további fejlesztések elé néz, a tervekben szerepel a Gyöngyösi tóig való kiépítése ahol majd új, modern társasházak épülhetnek a meglévők, és a jelenleg is építés alatt állók mellé.